# داعر (صنعاء)
داعر هي إحدى قرى الجمهورية اليمنية. تتبع جغرافيا لمحافظة صنعاء وإداريًا لمديرية بني مطر. يبلغ تعداد سكانها 1876 نسمة حسب الإحصاء الذي أجري عام 2004.